# Aleksandar Živković (calciatore 1912)
Aleksandar Živković (Orašje, 25 dicembre 1912 – Zagabria, 25 febbraio 2000) è stato un calciatore jugoslavo e croato, di ruolo attaccante.

## Biografia
Durante la seconda guerra mondiale Živković lavorò come diplomatico alle ambasciate dello Stato Indipendente di Croazia a Berlino e Budapest. Essendo sgradito nella Jugoslavia comunista, emigrò in Sudafrica nel 1945; lì visse fino al 1993, quando ritornò nella neonata Croazia.
Morì a Zagabria nel 2000, dove venne sepolto nel cimitero di Mirogoj.

## Carriera
Ha giocato nei club croati del Concordia Zagabria e Građanski Zagabria, oltre a quelli esteri del Grasshoppers (Svizzera), Racing Club di Parigi, CA Paris e Football Club Sochaux-Montbéliard.
È stato uno dei migliori marcatori del campionato jugoslavo con 34 gol tra il 1929 e il 1935. Ha 15 presenze con la Nazionale di calcio della Jugoslavia e una con quella croata nel 1940. È stato uno dei sette giocatori croati che boicottò la Nazionale jugoslava al Campionato mondiale di calcio 1930 dopo che la Federazione calcistica della Jugoslavia fu spostata da Zagabria a Belgrado. Živković è stato il capocannoniere della Coppa dei Balcani per nazioni del 1932 con 5 gol.

## Palmarès

### Club

#### Competizioni nazionali
- Campionato jugoslavo: 1

Concordia Zagabria: 1930
- Coppa Svizzera: 1

Grasshoppers: 1931-1932
- Campionato francese: 1

RC Parigi: 1935-1936
- Coppa di Francia: 1

RC Parigi: 1935-1936

## Statistiche

### Cronologia presenze e reti in nazionale
| Cronologia completa delle presenze e delle reti in nazionale ― Jugoslavia | Cronologia completa delle presenze e delle reti in nazionale ― Jugoslavia | Cronologia completa delle presenze e delle reti in nazionale ― Jugoslavia | Cronologia completa delle presenze e delle reti in nazionale ― Jugoslavia | Cronologia completa delle presenze e delle reti in nazionale ― Jugoslavia | Cronologia completa delle presenze e delle reti in nazionale ― Jugoslavia | Cronologia completa delle presenze e delle reti in nazionale ― Jugoslavia | Cronologia completa delle presenze e delle reti in nazionale ― Jugoslavia |
| Data                                                                      | Città                                                                     | In casa                                                                   | Risultato                                                                 | Ospiti                                                                    | Competizione                                                              | Reti                                                                      | Note                                                                      |
| ------------------------------------------------------------------------- | ------------------------------------------------------------------------- | ------------------------------------------------------------------------- | ------------------------------------------------------------------------- | ------------------------------------------------------------------------- | ------------------------------------------------------------------------- | ------------------------------------------------------------------------- | ------------------------------------------------------------------------- |
| 2-8-1931                                                                  | Belgrado                                                                  | Jugoslavia                                                                | 2 – 1                                                                     | Cecoslovacchia                                                            | Amichevole                                                                | 1                                                                         |                                                                           |
| 26-6-1932                                                                 | Belgrado                                                                  | Jugoslavia                                                                | 7 – 1                                                                     | Grecia                                                                    | Coppa dei Balcani 1932                                                    | 2                                                                         |                                                                           |
| 30-6-1932                                                                 | Belgrado                                                                  | Jugoslavia                                                                | 2 – 3                                                                     | Bulgaria                                                                  | Coppa dei Balcani 1932                                                    | 2                                                                         |                                                                           |
| 3-7-1932                                                                  | Belgrado                                                                  | Jugoslavia                                                                | 3 – 1                                                                     | Romania                                                                   | Coppa dei Balcani 1932                                                    | 1                                                                         |                                                                           |
| 9-10-1932                                                                 | Praga                                                                     | Cecoslovacchia                                                            | 2 – 1                                                                     | Jugoslavia                                                                | Amichevole                                                                | 1                                                                         |                                                                           |
| 3-6-1933                                                                  | Bucarest                                                                  | Grecia                                                                    | 3 – 5                                                                     | Jugoslavia                                                                | Coppa dei Balcani 1933                                                    | 2                                                                         |                                                                           |
| 7-6-1933                                                                  | Bucarest                                                                  | Bulgaria                                                                  | 0 – 4                                                                     | Jugoslavia                                                                | Coppa dei Balcani 1933                                                    | 1                                                                         |                                                                           |
| 11-6-1933                                                                 | Bucarest                                                                  | Romania                                                                   | 5 – 0                                                                     | Jugoslavia                                                                | Coppa dei Balcani 1933                                                    | -                                                                         |                                                                           |
| 1-4-1934                                                                  | Belgrado                                                                  | Jugoslavia                                                                | 2 – 3                                                                     | Bulgaria                                                                  | Amichevole                                                                | 1                                                                         |                                                                           |
| 16-12-1934                                                                | Parigi                                                                    | Francia                                                                   | 3 – 2                                                                     | Jugoslavia                                                                | Amichevole                                                                | -                                                                         |                                                                           |
| 17-6-1935                                                                 | Sofia                                                                     | Romania                                                                   | 0 – 2                                                                     | Jugoslavia                                                                | Coppa dei Balcani 1935                                                    | -                                                                         |                                                                           |
| 20-6-1935                                                                 | Sofia                                                                     | Grecia                                                                    | 1 – 6                                                                     | Jugoslavia                                                                | Coppa dei Balcani 1935                                                    | 2                                                                         |                                                                           |
| 24-6-1935                                                                 | Sofia                                                                     | Bulgaria                                                                  | 3 – 3                                                                     | Jugoslavia                                                                | Coppa dei Balcani 1935                                                    | -                                                                         |                                                                           |
| 18-8-1935                                                                 | Katowice                                                                  | Polonia                                                                   | 2 – 3                                                                     | Jugoslavia                                                                | Amichevole                                                                | 2                                                                         |                                                                           |
| 6-9-1935                                                                  | Belgrado                                                                  | Jugoslavia                                                                | 0 – 0                                                                     | Cecoslovacchia                                                            | Amichevole                                                                | -                                                                         |                                                                           |
| Totale                                                                    |                                                                           | Presenze                                                                  | 15                                                                        |                                                                           | Reti                                                                      | 15                                                                        |                                                                           |

| Cronologia completa delle presenze e delle reti in nazionale ― Croazia | Cronologia completa delle presenze e delle reti in nazionale ― Croazia | Cronologia completa delle presenze e delle reti in nazionale ― Croazia | Cronologia completa delle presenze e delle reti in nazionale ― Croazia | Cronologia completa delle presenze e delle reti in nazionale ― Croazia | Cronologia completa delle presenze e delle reti in nazionale ― Croazia | Cronologia completa delle presenze e delle reti in nazionale ― Croazia | Cronologia completa delle presenze e delle reti in nazionale ― Croazia |
| Data                                                                   | Città                                                                  | In casa                                                                | Risultato                                                              | Ospiti                                                                 | Competizione                                                           | Reti                                                                   | Note                                                                   |
| ---------------------------------------------------------------------- | ---------------------------------------------------------------------- | ---------------------------------------------------------------------- | ---------------------------------------------------------------------- | ---------------------------------------------------------------------- | ---------------------------------------------------------------------- | ---------------------------------------------------------------------- | ---------------------------------------------------------------------- |
| 8-12-1940                                                              | Zagabria                                                               | Croazia                                                                | 1 – 1                                                                  | Ungheria                                                               | Amichevole                                                             | -                                                                      |                                                                        |
| Totale                                                                 |                                                                        | Presenze                                                               | 1                                                                      |                                                                        | Reti                                                                   | 0                                                                      |                                                                        |